# Бухашеев, Александр Григорьевич
Александр Григорьевич Бухашеев (род. 8 августа 1945 года, Уссурийск) — советский и российский тренер по лёгкой атлетике. Мастер спорта СССР (1968). Заслуженный тренер СССР (1980). Заслуженный работник физической культуры Российской Федерации (2005).

## Биография
Александр Григорьевич Бухашеев родился 8 августа 1945 года в Уссурийске. В 1961 году окончил ремесленное училище по специальности «автослесарь». В 1965 году окончил Новосибирский техникум физической культуры и спорта. В 1967 и 1969 годах становился бронзовым призёром чемпионатов РСФСР. В 1974 году окончил заочное отделение Омского государственного института физической культуры.
С 1966 по 1980 год работал старшим преподавателем в Новосибирском государственном медицинском институте. С 1980 по 1999 год был старшим тренером школы высшего спортивного мастерства г. Новосибирска. В 1996 году был доцентом кафедры лёгкой атлетики и лыжного спорта Новосибирского государственного педагогического университета.
С 1992 по 2004 год был главой федерации лёгкой атлетики Новосибирской области. С 2001 по 2013 год занимал пост директора регионального центра спортивной подготовки «ШВСМ». С 2004 по 2012 год являлся членом Президиума Всероссийской федерации лёгкой атлетики.
В настоящее время является вице-президентом Новосибирской областной федерации лёгкой атлетики и главным тренером сборной Новосибирской области по лёгкой атлетике.
Наиболее известными его воспитанниками являются:
- Виктор Маркин — двукратный олимпийский чемпион 1980 года, чемпион мира 1983 года[8][9],
- Татьяна Алексеева — чемпионка мира 1991 года, чемпионка мира в помещении 1997 года[10].
- Максим Александренко — бронзовый призёр Универсиады, многократный чемпион России[11].
- Анастасия Овчинникова — чемпионка Универсиады, чемпионка Европы среди молодёжи[12].

## Награды и звания
- Почётное звание «Заслуженный тренер СССР» (1980).
- Орден «Знак Почёта» (1980)[13].
- Почётное звание «Заслуженный работник физической культуры Российской Федерации» (2005)[14].
- Почётный знак «За заслуги в развитии Олимпийского движения в России» (2005)[15].